# Władysław Salamon
Władysław Salamon (ur. 19 lipca 1897 w Nowym Sączu, zm. 18 sierpnia 1986) – oficer Marynarki Wojennej, komandor porucznik. W latach 1939–1948 dowódca ORP „Sęp”.

## Życiorys
Od 1916 w austriackiej marynarce wojennej, od 1919 w Wojsku Polskim. Wykształcenie zdobył w Szkole Podchorążych Piechoty (1922–1923), a następnie w Oficerskiej Szkole Marynarki w Toruniu, gdzie 29 października 1925 został promowany na stopień ppor. marynarki.
Służył jako oficer wachtowy na OORP „Gen. Haller” i „Wilia”, następnie jako oficer flagowy dowódcy Flotylli we Flotylli Pińskiej.
Ukończył Ecole d’application des enseignes de vaisseaux oraz Ecole de navigation sous-marine w Tulonie.
Od grudnia 1931 do maja 1933 pełnił służbę jako oficer broni podwodnej, następnie do grudnia 1934 jako zastępca dowódcy okrętu na ORP „Wilk”. Od stycznia 1935 roku do lipca 1936 był referentem wyszkoleniowym w Kierownictwie Marynarki Wojennej. Od sierpnia 1936 do lipca 1938 dowodził ORP Wilk, po czym wyznaczono go na dowódcę będącego w budowie w Holandii ORP „Sęp”. Przebywał na jego budowie i przejął dowództwo 16 kwietnia 1939.
Po wojnie jako jeden z nielicznych oficerów powrócił ze szwedzkiego internowania do Polski. Od września 1948 do 1949 był komendantem Portu Wojennego w Gdyni.
Pochowany wraz z żoną Marią (18 lutego 1909 – 12 maja 2007) na cmentarzu parafialnym w Gdyni-Oksywiu.

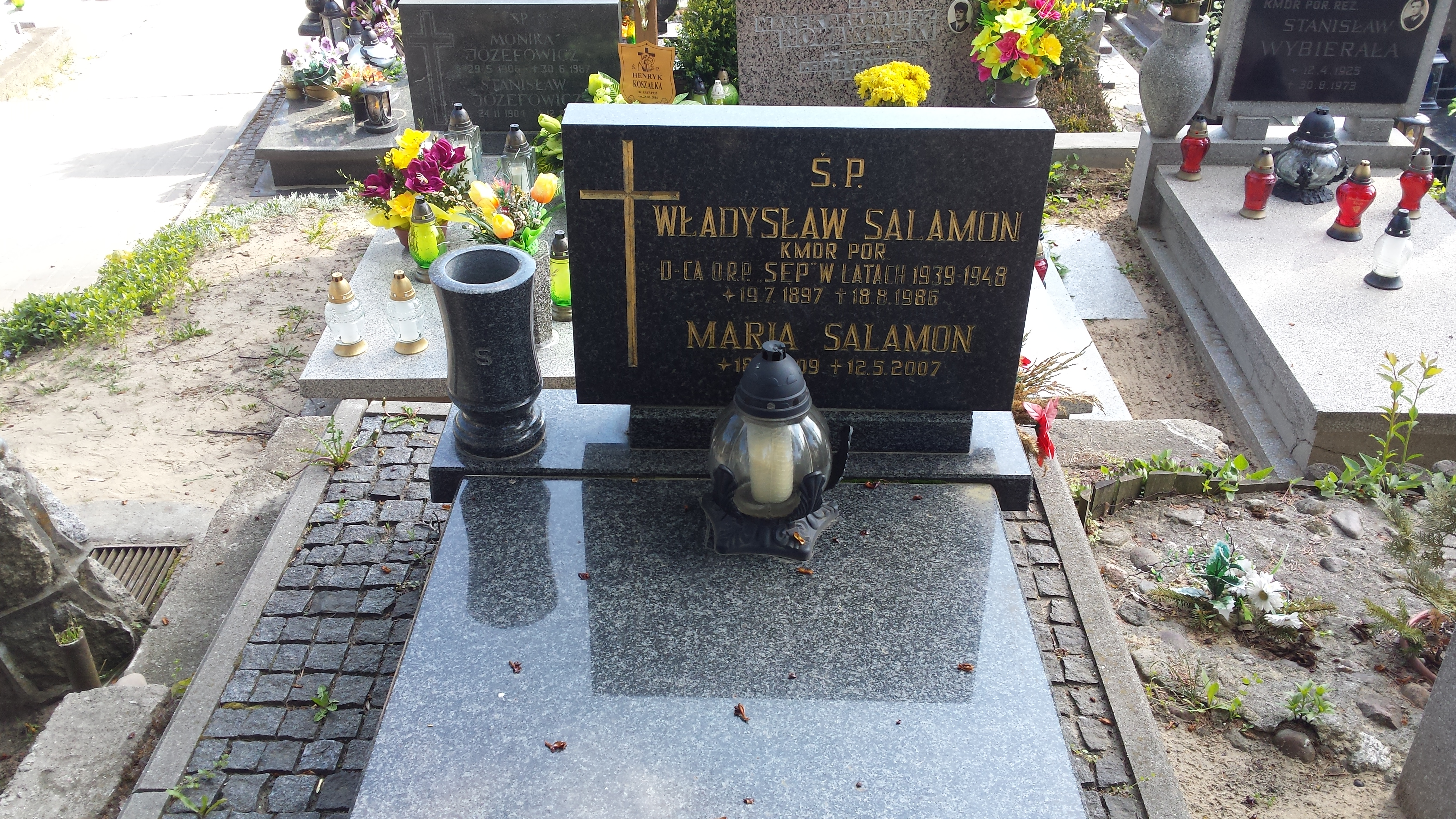
Grób kmdra por. Władysława Salamona na cmentarzu parafialnym w Gdyni-Oksywiu